# Берат Єнілмез
Берат Єнілмез (тур. Berat Yenilmez, нар.5 жовтня 1970, Сакарья), турецький театральний та кіноактор.
Вивчав комп'ютерну інженерію в університеті в Україні, але не став працювати за спеціальністю. Закінчив театральний факультет Університету Карла Стюрта в Австралії (Charles Sturt University).
Випускник турецького художнього центру «Муджедат Гезен».
У 2012 році одружився з Седою Йенілмез.

## Ролі

### Серіали
- За скоєним не плачуть (2023) - Kadir Darıca
- Красивіше за тебе (2022) - Kaya Demirhan
- Ev Yapımı (2020) - Kendisi
- Seksenler (2019-2022) - Sami Adıgüzel
- Рання пташка (2018-) — Ніхат Айдин
- Сад Севди (2017)
- Вісімдесяті (2012—2017) — Самі
- Avrupa Yakası / Європейська сторона (2004—2009)
- Çılgın Kanal / Божевільний канал
- Vadisi Terör — Командир
- Рамадан Прекрасний
- Hayat Kavgam
- Gurbet Kadını
- Sırlar Dünyası / Світ секретів
- Biz Size Aşık Olduk / Ми любимо вас
- Ruhsar
- Böyle mi Olacaktı
- Ak Saçlı Delikanlılar

### Кіно
- Kurbanlık
- Yanılgılar (короткометражка)
- Gönül Yarası
- Bana Masal Anlatma
- Kara Bela